# Ryk
Ryk (Reck, Recke, Rück, Rek, Ryck, Rueck) – inflancki herb szlachecki, baronowski i hrabiowski.

## Opis herbu
Opisy z wykorzystaniem zasad blazonowania, zaproponowanych przez Alfreda Znamierowskiego. Istnieją drobne sprzeczności u różnych autorów w kwestii wyglądu tego herbu. Według Baltisches Wappenbuch, herb ten powinno się blazonować następująco:
„W polu błękitnym pas srebrny z czterema słupami czerwonymi. Klejnot: nad hełmem w koronie dwa skrzydła orle, błękitne, na każdym pas jak w godle. Labry czerwone, podbite srebrem”.
Juliusz Karol Ostrowski zamieścił natomiast dwa warianty tego herbu, nieco się różniące. Wedle niego, wyglądały one następująco:
- Ryk I (Rek, Ryck, Reck, Recke, Rueck): „W polu srebrnym pas srebrny z trzema słupami czerwonymi. W klejnocie nad hełmem w koronie skrzydła orle czarne, prawe ze skosem lewym, lewe ze skosem, każdy ze słupami jak w godle. Labry czerwone, podbite srebrem”.
- Ryk II: „W polu błękitnym pas czerwony z trzema słupami srebrnymi. W klejnocie nad hełmem w koronie (albo zawoju czerwono-srebrnym) skrzydła orle czarne, każde obarczone godłem. Labry z prawej błękitne, z lewej czerwone, podbite srebrem[4]”.

## Najwcześniejsze wzmianki
Według Ostrowskiego, herb przynależał westfalskiej rodzinie von der Reck-Volmerstein, znanej już w XIII wieku, z której Maciej osiadł w XVI wieku w Inflantach i wstąpił do zakonu niemieckiego. Tam też miał otrzymać od Stefana Batorego dobra lenne Karkus. Rodzina otrzymała tytuł baronowski w Cesarstwie w 1437 i 1623, w Rosji w 1834 i 1863 oraz hrabiowski w Prusach w 1817.

## Herbowni
Ryk (Reck, Recke, Rück, Rek, Ryck, Rueck).